# Ямище
Я́мище — село в Україні, у Ріпкинській селищній громаді Чернігівського району Чернігівської області. Населення становить 210 осіб. До 2020 орган місцевого самоврядування — Гучинська сільська рада.

## Історія
12 червня 2020 року, відповідно до розпорядження Кабінету Міністрів України № 730-р «Про визначення адміністративних центрів та затвердження територій територіальних громад Чернігівської області», увійшло до складу Ріпкинської селищної громади.

19 липня 2020 року, в результаті адміністративно - територіальної реформи та ліквідації Ріпкинського району, село увійшло до складу Чернігівського району Чернігівської області.

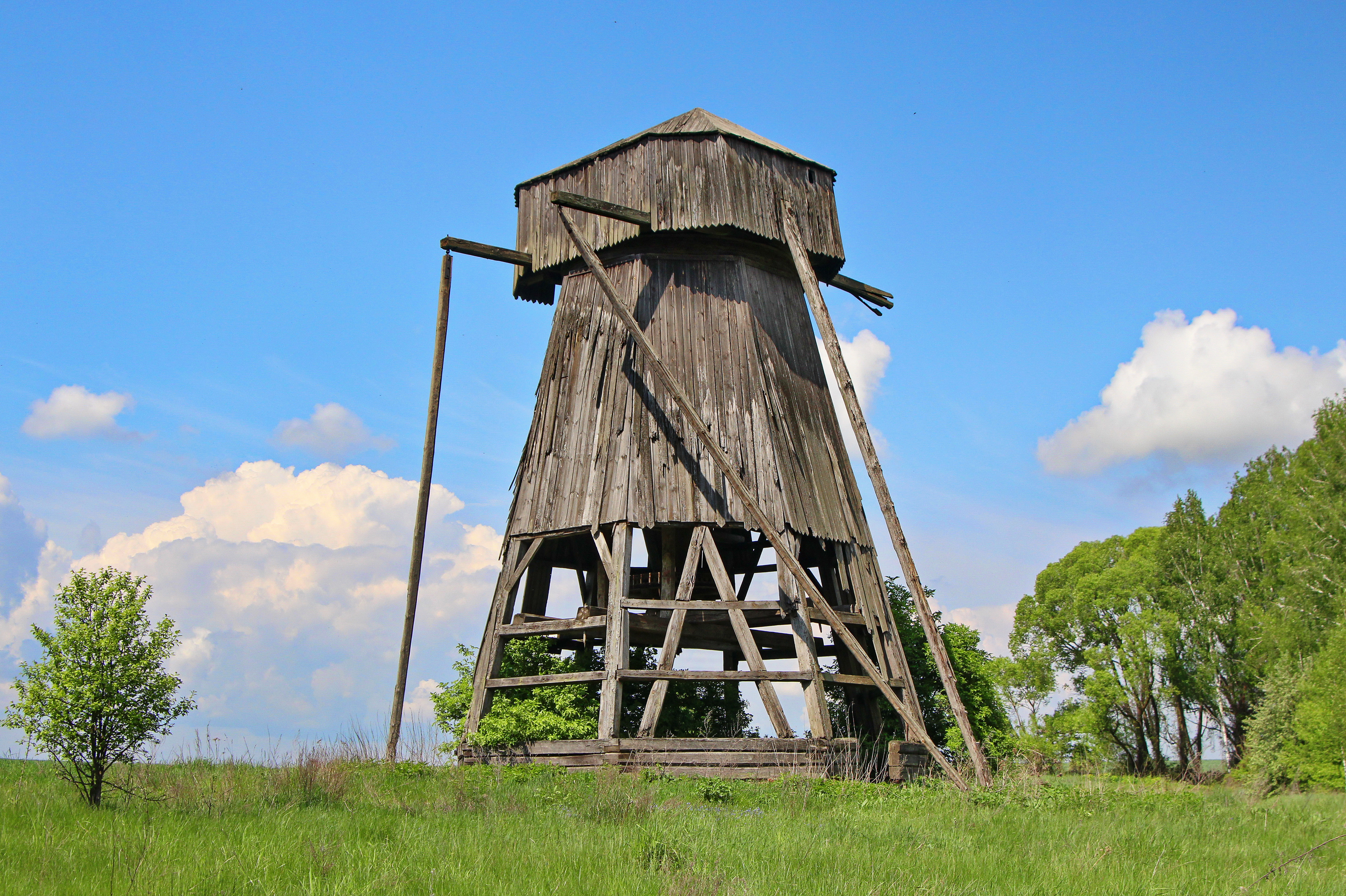
Вітряк (травень 2019)
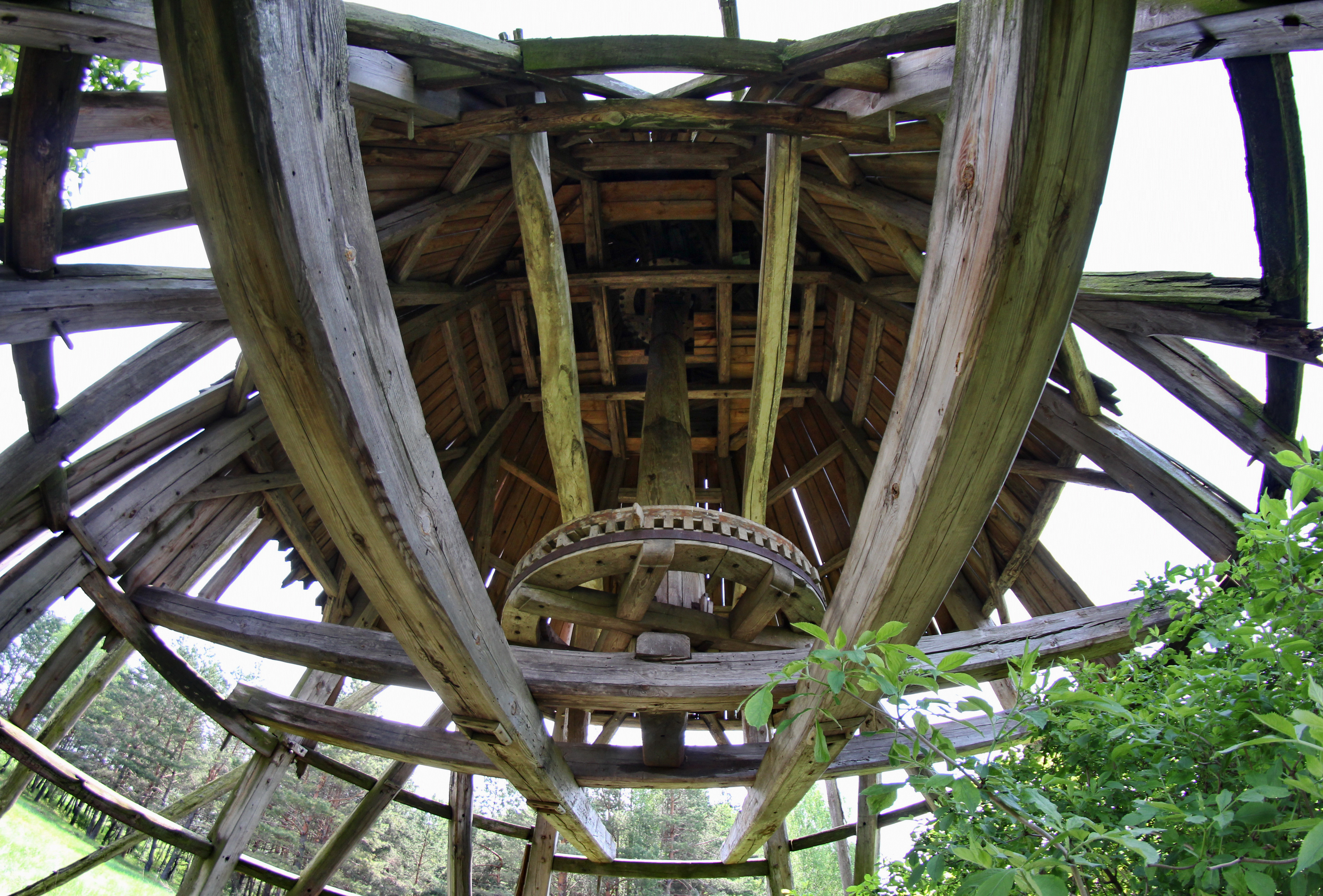
Вітряк. Вид зсередини
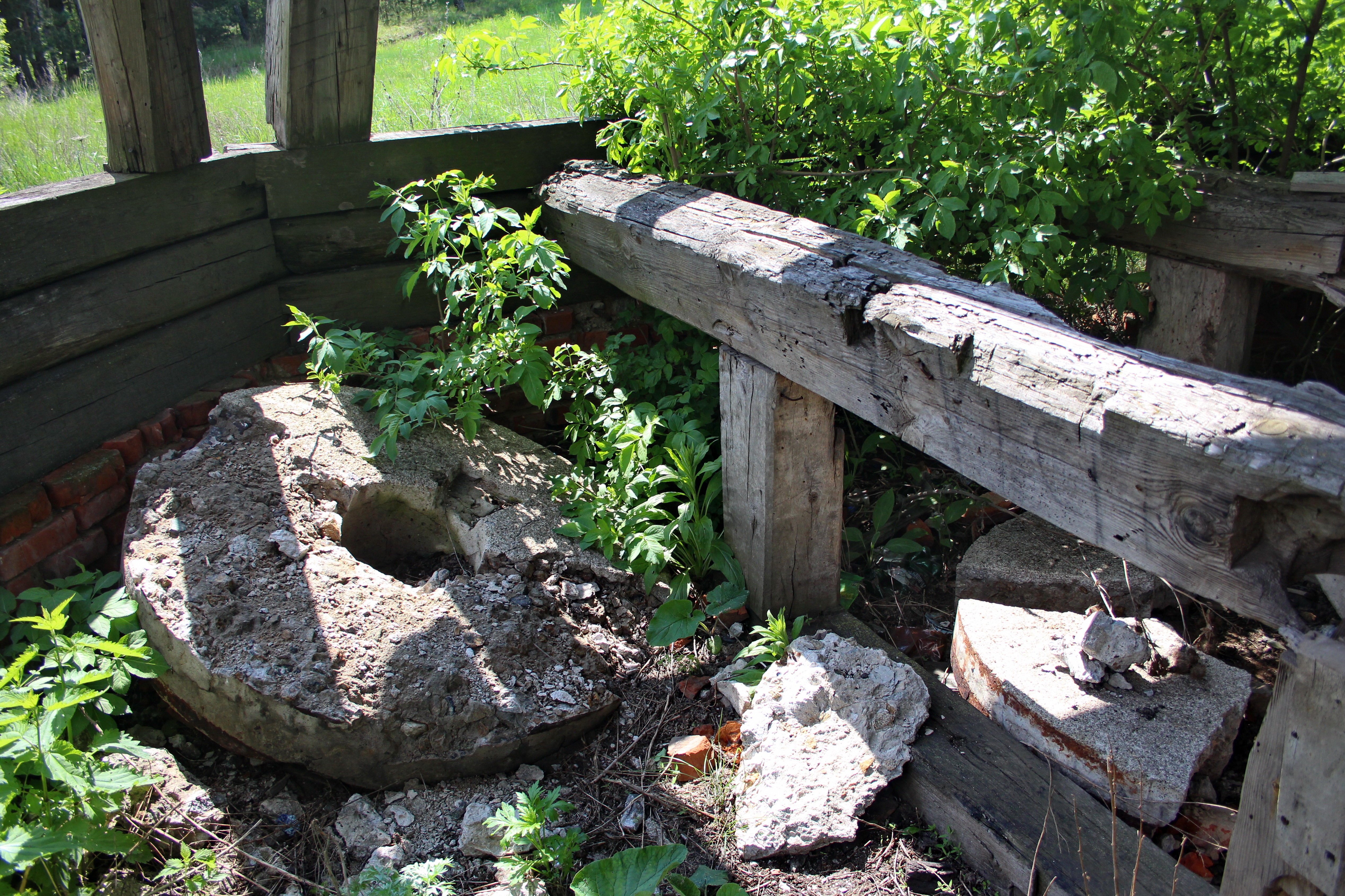
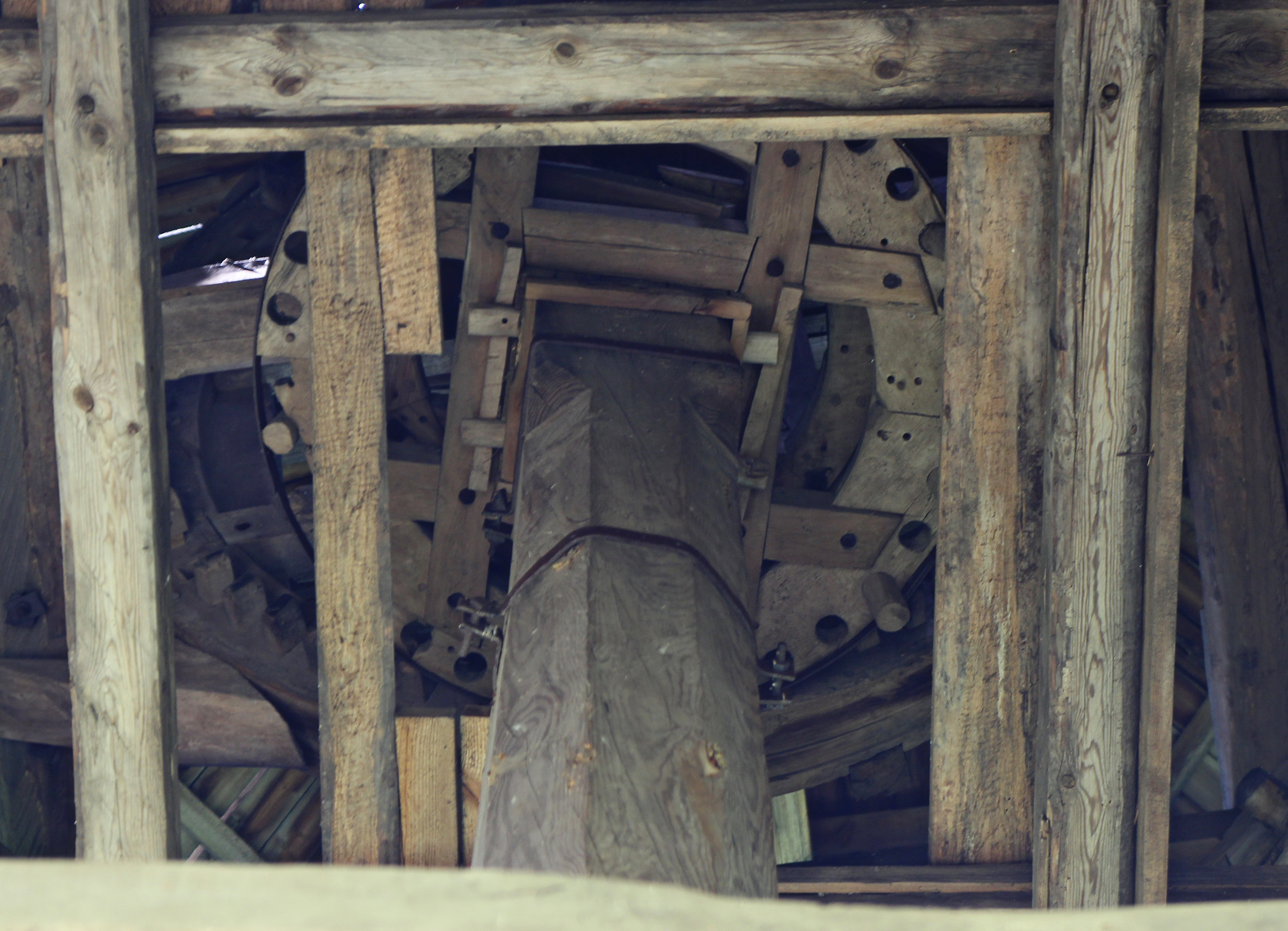

## Населення

### Мова
Розподіл населення за рідною мовою за даними перепису 2001 року:
| Мова       | Кількість | Відсоток |
| ---------- | --------- | -------- |
| українська | 195       | 92.86%   |
| російська  | 15        | 7.14%    |
| Усього     | 210       | 100%     |